# Grand Prix de Wallonie 2001
La 42e édition du Grand Prix de Wallonie a eu lieu le 24 mai 2001. Elle a été remportée par le Belge Axel Merckx.

## Classement final
Axel Merckx remporte la course en 4 h 34.
| Classement final, | Classement final,   | Classement final, | Classement final,         | Classement final, |
|                   | Coureur             | Pays              | Équipe                    | Temps             |
| ----------------- | ------------------- | ----------------- | ------------------------- | ----------------- |
| 1er               | Axel Merckx         | Belgique          | Domo-Farm Frites-Latexco  | en 4 h 34 min 0 s |
| 2e                | Tom Stremersch      | Belgique          | Vlaanderen-T-Interim      | + 4 s             |
| 3e                | Scott Sunderland    | Australie         | Fakta                     | + 50 s            |
| 4e                | Serge Baguet        | Belgique          | Lotto-Adecco              | + 52 s            |
| 5e                | Wim Vansevenant     | Belgique          | Mercury-Viatel            | + 1 min 0 s       |
| 6e                | Eddy Lembo          | Algérie           | Jean Delatour             | + 1 min 5 s       |
| 7e                | Steven Kleynen      | Belgique          | Domo-Farm Frites-Latexco  | + 1 min 16 s      |
| 8e                | Sébastien Demarbaix | Belgique          | AG2R Prévoyance-Décathlon | + 1 min 25 s      |
| 9e                | Pieter Vries        | Pays-Bas          | Bankgiroloterij-Batavus   | + 1 min 40 s      |
| 10e               | Chris Peers         | Belgique          | Cofidis                   | m.t               |
| modifier          |                     |                   |                           |                   |